# استفن اوستاکیو
استیون اوستاکیو (انگلیسی: Stephen Eustáquio؛ زادهٔ ۲۱ دسامبر ۱۹۹۶) یک بازیکن فوتبال حرفه‌ای کانادایی است که در پست هافبک دفاعی برای باشگاه پورتو در لیگ برتر پرتغال، به صورت قرضی از پاسوژ د فریرا بازی می‌کند.
وی همچنین در تیم‌های ملی فوتبال زیر ۲۱ سال پرتغال و کانادا بازی کرده‌است.